# Château de Malsen
Le Château de Malsen ou Château de Well (néerl. Slot van Well ou Huis van Malsen) est un château dans le village de Well, dans la municipalité de Maasdriel dans la province néerlandaise de Gueldre. Le château, propriété privée, est situé à l'intérieur de la digue le long de la Meuse; le Meersloot termine sa course dans le canal entourant le domaine.

## Histoire
Le château de Well date probablement du XIVe siècle avec la construction d'une tour résidentielle à cette époque. Les murs de cette tour et de l'extension dans laquelle se trouve le portail d'entrée ont une épaisseur d'environ un mètre. On sait peu de choses sur les habitants de ce château. Lors de l'année catastrophique de 1672, la Rampjaar, le château a été gravement endommagé par les troupes françaises. La tour d'angle ronde a été ajoutée au XIXe siècle. En 1884, le château a été agrandi avec un nouveau avant bâtiment avec des créneaux. Enfin, en 1934, un pont-levis et un corps de garde ont été ajoutés au domaine. Sur la façade de l'entrée se trouvent les armes d'Ammerzoden et de duché de Gueldre.

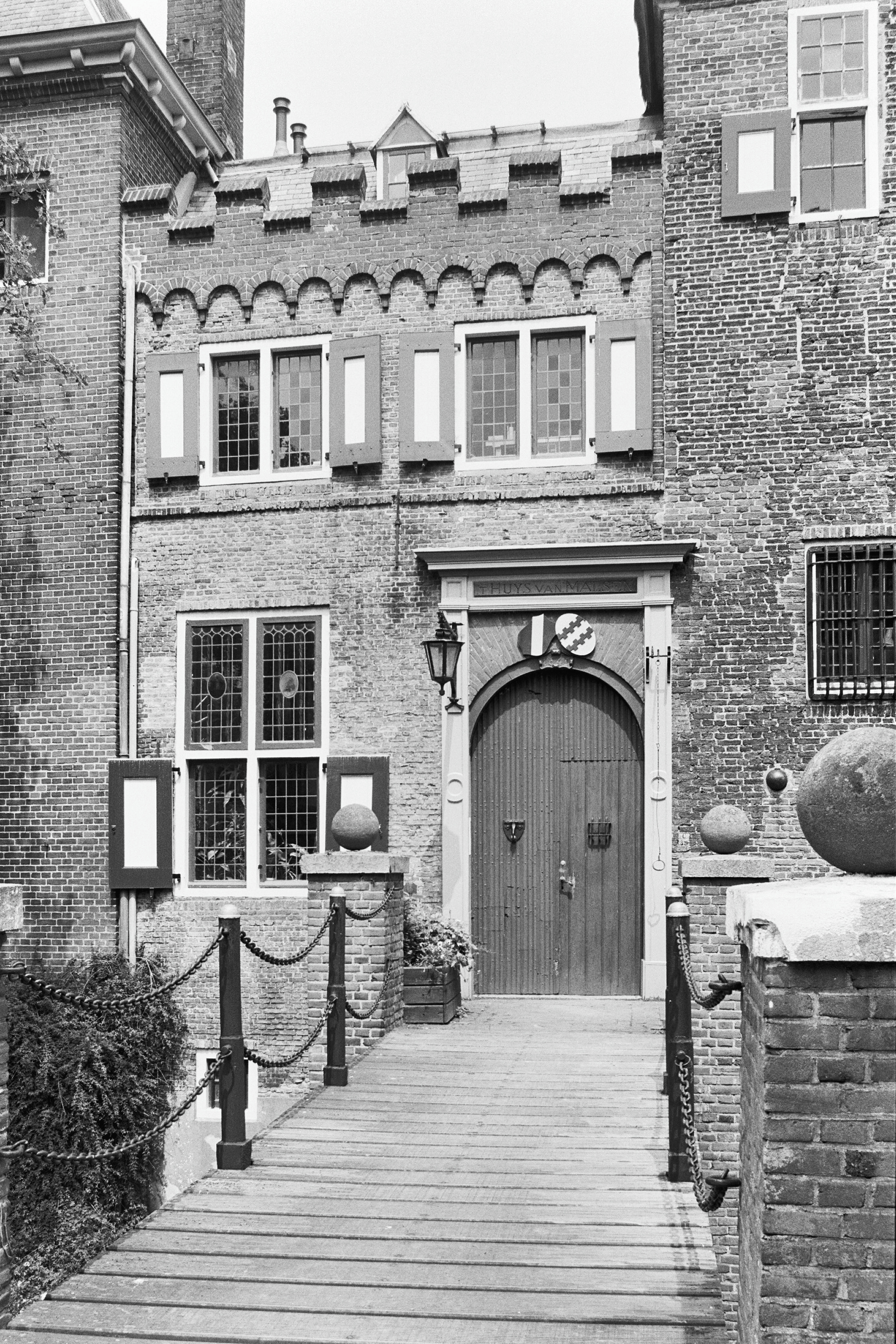
Porte d'entrée du château avec l'inscription au fronton Huys van Malsen (à droite les armes d'Ammerzoden, à gauche celles des Van Malsen De gueules à la bande d'argent).
Armes d'Ammerzoden.
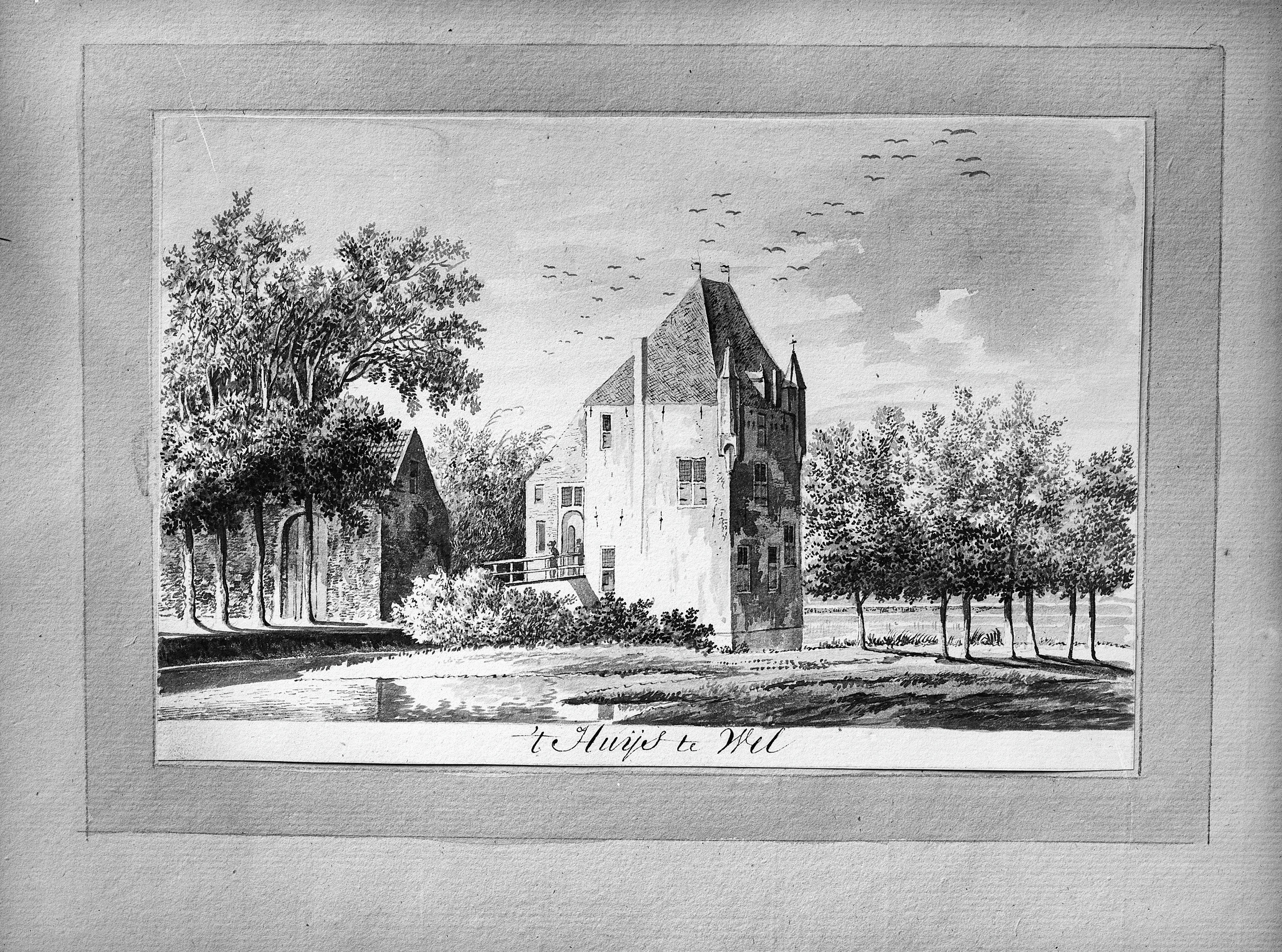
Vue par W. Tavernier, 1786.
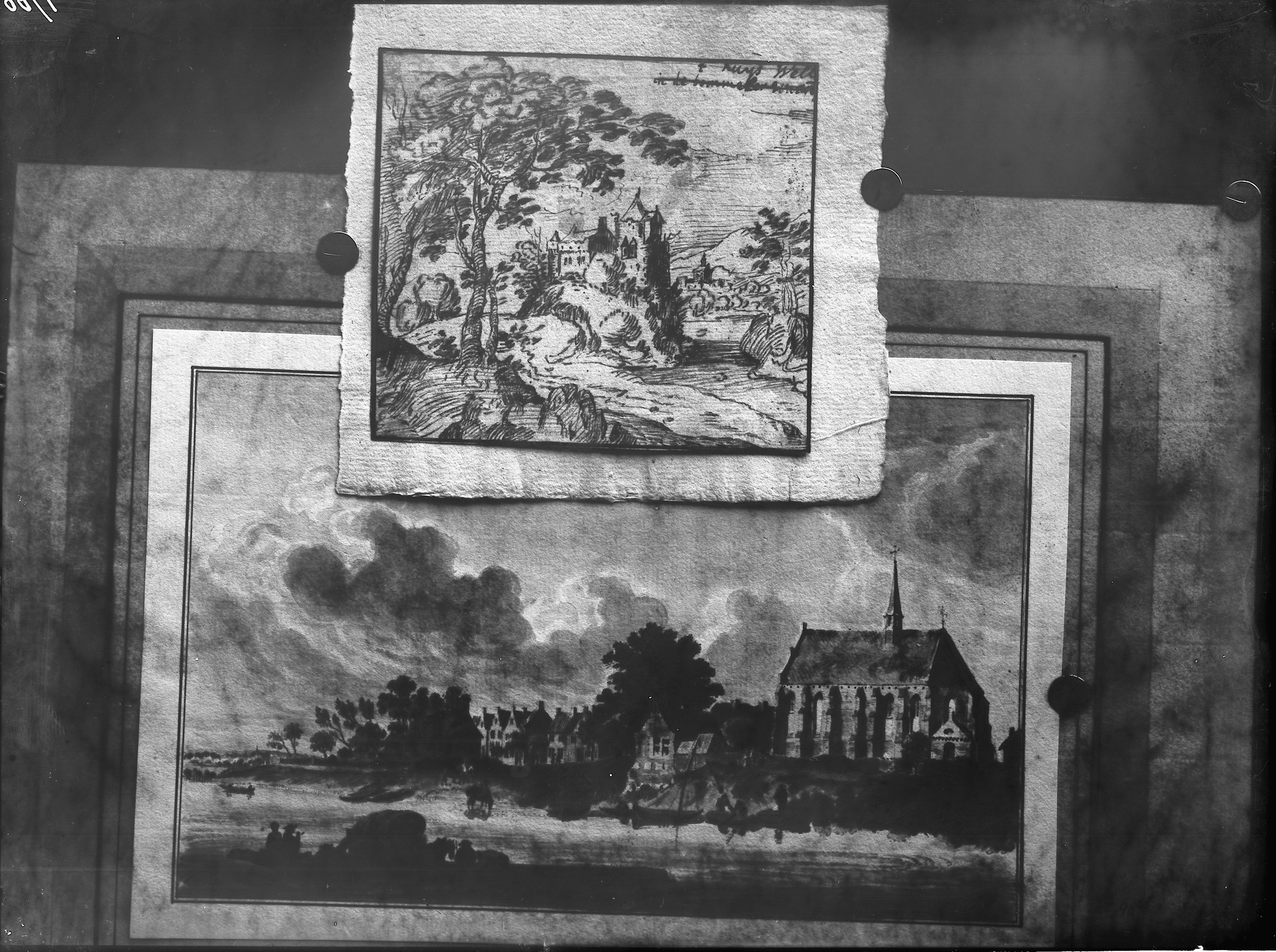
En haut, un petit dessin représentant le château. Encadrée dessous, une aquarelle du village de Well sur la Meuse par Jan de Beijer vers 1739.
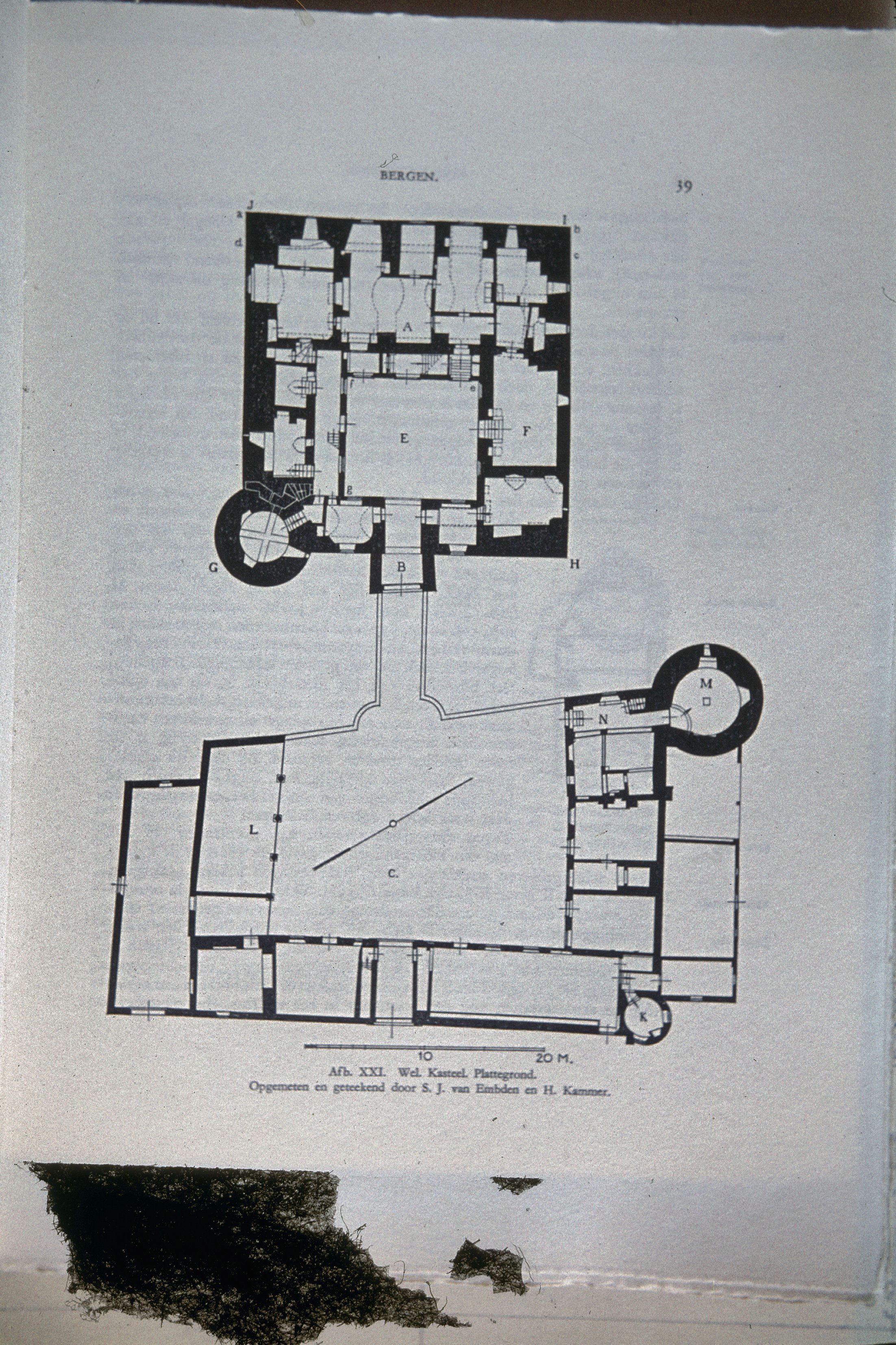
Le plan du château de Well.
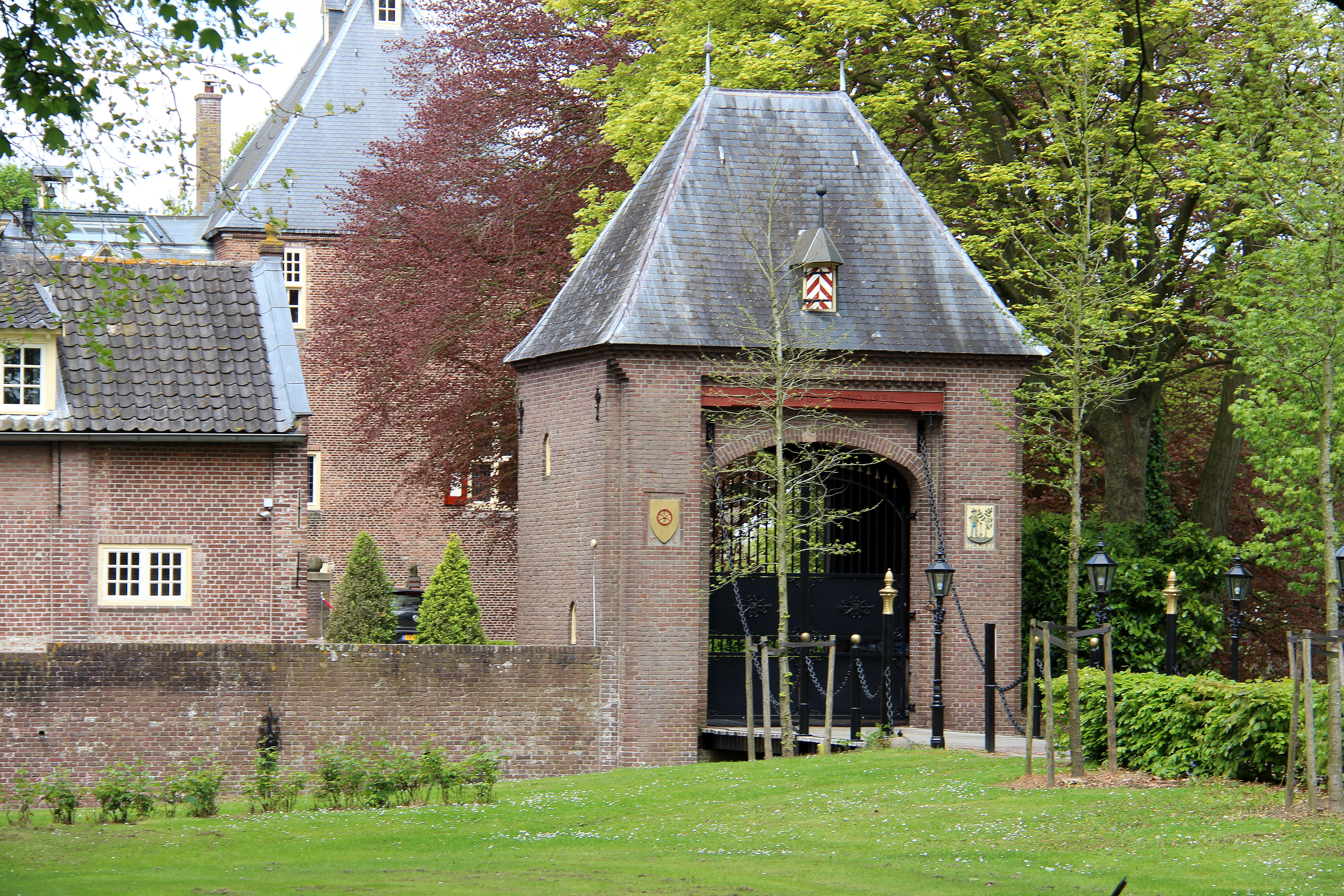
Le portail et le pont-levis. Les armes de Baardwijk sur le pilier gauche.
Armes de Baardwijk.

## Source
- (nl) Cet article est partiellement ou en totalité issu de l’article de Wikipédia en néerlandais intitulé « Slot van Well » (voir la liste des auteurs).